# Vinzenz Kiefer
Vinzenz Kiefer (* 29. leden 1979, Weilburg, Hesensko, Německo) je německý herec.

## Životopis
Vyrůstal v malé vesnici mezi dvěma farmami.
Jeho starší sestra Dorkas Kiefer (* 21. června 1972) je herečka, zpěvačka a komička.
Vystudoval gymnázium ve Weilburgu.
V letech 2013–2015 hrál vrchního komisaře Alexe Brandta v seriálu Kobra 11. Alex Brandt je v Kobře 11 od 18. řady od dílu Revoluce. Hraje v mnoho filmech např.: Mořský vlk, speed race, štěstí, ale jeho oblíbená role je v Kobře 11, kde hraje s Erdoganem Atalayem, představitelem vrchního komisaře Semira Gerkhana. Alex Brandt nahrazuje Bena Jägera (Tom Beck). Vinzenz Kiefer celkem hrál v 35 filmech.
Měří 175 cm a znamení má vodnáře.
Kromě rodné němčiny mluví anglicky (britskou a americkou angličtinou).

## Filmografie
- 1997/1998 Unter uns
- 1998/1999 Unser Charly
- 1999 Mallorca – Suche nach dem Paradies
- 2000 Rausch
- 2001 Mein Vater und andere Betrüger
- 2002 Poppitz
- 2002 Wilde Jungs
- 2003 Seventeen – Mädchen sind die besseren Jungs
- 2003 Tatort – Im Visier
- 2003 Im Namen des Herrn (Zweiteiler)
- 2003 Princes(s)
- 2003 Beyond the Sea
- 2004 Plötzlich berühmt
- 2005 Höhere Gewalt
- 2006 Schöne Aussicht
- 2006 Sara
- 2007 Free Rainer – Dein Fernseher lügt
- 2008 Das Wunder von Berlin
- 2007 Was am Ende zählt
- 2008 Der Baader Meinhof Komplex
- 2008 Der Seewolf
- 2008 Höhere Gewalt
- 2009 Kobra 11 (Bratrská láska)
- 2010 Der Uranberg (TV)
- 2010 Die Grenze(TV)
- 2010 Liebe ist nur ein Wort
- 2011 Die Tänzerin – Lebe Deinen Traum (TV)
- 2011 Schreie der Vergessenen (TV)
- 2012 Glück
- 2012 Wilsberg: Halbstark
- 2013–2015 Kobra 11
- 2013 Robin Hood
- 2013 Die letzte Spur
- 2014 Highway to Dhampus
- 2018 Legenda jménem T34
- 2022 Jan Žižka